# Arondismentul Valenciennes
Arondismentul Valenciennes (în franceză Arrondissement de Valenciennes) este un arondisment din departamentul Nord, regiunea Nord-Pas-de-Calais, Franța.

## Subdiviziuni

### Cantoane
- Cantonul Bouchain (Boesem)
- Cantonul Condé-sur-l'Escaut (Konde)
- Cantonul Denain (Dening)
- Cantonul Saint-Amand-les-Eaux-Rive droite
- Cantonul Saint-Amand-les-Eaux-Rive gauche
- Cantonul Valenciennes-Est (Valencijn-Oost)
- Cantonul Valenciennes-Nord (Valencijn-Noord)
- Cantonul Valenciennes-Sud (Valencijn-Zuid)
- Cantonul Anzin (Ansingen)

### Comune
| 1. Abscon (59002)                  | 2. Anzin (59014)             | 3. Artres (59019)                  | 4. Aubry-du-Hainaut (59027)        |
| 5. Aulnoy-lez-Valenciennes (59032) | 6. Avesnes-le-Sec (59038)    | 7. Bellaing (59064)                | 8. Beuvrages (59079)               |
| 9. Bouchain (59092)                | 10. Bousignies (59100)       | 11. Brillon (59109)                | 12. Bruay-sur-l'Escaut (59112)     |
| 13. Bruille-Saint-Amand (59114)    | 14. Château-l'Abbaye (59144) | 15. Condé-sur-l'Escaut (59153)     | 16. Crespin (59160)                |
| 17. Curgies (59166)                | 18. Denain (59172)           | 19. Douchy-les-Mines (59179)       | 20. Escaudain (59205)              |
| 21. Escautpont (59207)             | 22. Estreux (59215)          | 23. Famars (59221)                 | 24. Flines-lès-Mortagne (59238)    |
| 25. Fresnes-sur-Escaut (59253)     | 26. Hasnon (59284)           | 27. Haspres (59285)                | 28. Haulchin (59288)               |
| 29. Haveluy (59292)                | 30. Hergnies (59301)         | 31. Hordain (59313)                | 32. Hélesmes (59297)               |
| 33. Hérin (59302)                  | 34. Lecelles (59335)         | 35. Lieu-Saint-Amand (59348)       | 36. Lourches (59361)               |
| 37. Maing (59369)                  | 38. Marly (59383)            | 39. Marquette-en-Ostrevant (59387) | 40. Mastaing (59391)               |
| 41. Maulde (59393)                 | 42. Millonfosse (59403)      | 43. Monchaux-sur-Écaillon (59407)  | 44. Mortagne-du-Nord (59418)       |
| 45. Neuville-sur-Escaut (59429)    | 46. Nivelle (59434)          | 47. Noyelles-sur-Selle (59440)     | 48. Odomez (59444)                 |
| 49. Oisy (59446)                   | 50. Onnaing (59447)          | 51. Petite-Forêt (59459)           | 52. Prouvy (59475)                 |
| 53. Préseau (59471)                | 54. Quarouble (59479)        | 55. Quiévrechain (59484)           | 56. Quérénaing (59480)             |
| 57. Raismes (59491)                | 58. Roeulx (59504)           | 59. Rombies-et-Marchipont (59505)  | 60. Rosult (59511)                 |
| 61. Rouvignies (59515)             | 62. Rumegies (59519)         | 63. Saint-Amand-les-Eaux (59526)   | 64. Saint-Aybert (59530)           |
| 65. Saint-Saulve (59544)           | 66. Sars-et-Rosières (59554) | 67. Saultain (59557)               | 68. Sebourg (59559)                |
| 69. La Sentinelle (59564)          | 70. Thiant (59589)           | 71. Thivencelle (59591)            | 72. Thun-Saint-Amand (59594)       |
| 73. Trith-Saint-Léger (59603)      | 74. Valenciennes (59606)     | 75. Verchain-Maugré (59610)        | 76. Vicq (59613)                   |
| 77. Vieux-Condé (59616)            | 78. Wallers (59632)          | 79. Wasnes-au-Bac (59645)          | 80. Wavrechain-sous-Denain (59651) |
| 81. Wavrechain-sous-Faulx (59652)  | 82. Émerchicourt (59192)     |                                    |                                    |